# Hryćko Czuprynka

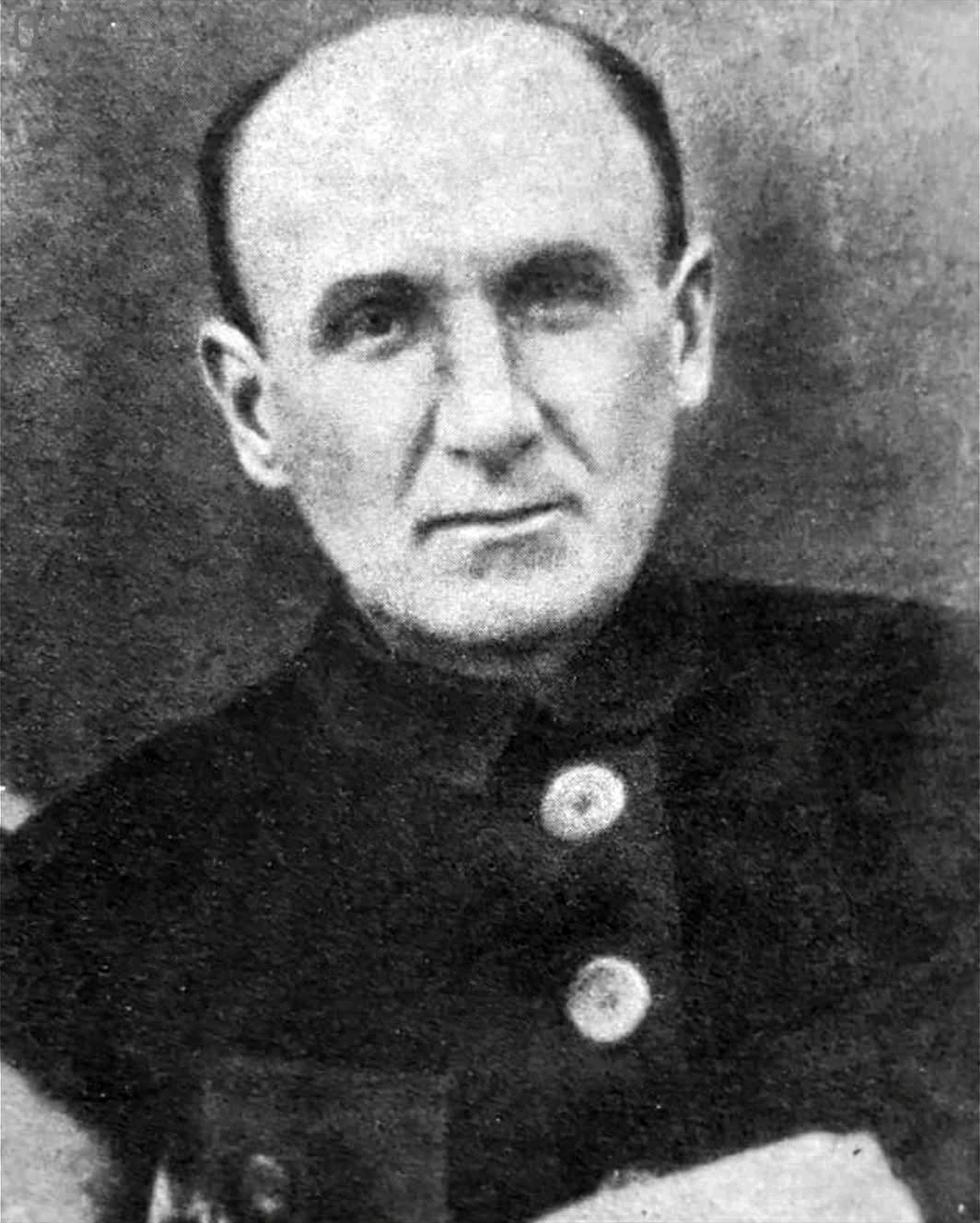

Hryćko Czuprynka ukr. Григорій Аврамович Чупринка Hryhorij Awramowycz Czuprynka, (ur. 27 listopada 1879 w Hoholiwie na Czernichowszczyźnie, zm. 1919 lub 1921 w Kijowie) – ukraiński poeta, związany z modernistycznym programem czasopisma Ukrajinśka chata i z koncepcjami sztuki dla sztuki.
Najbardziej znane utwory Czuprynki to zbiory poetyckie: Ohncewit, Meteor, Urahan (wszystkie 1910), Biłyj hart (1911), Son-Trawa, Kontrasty (oba 1912), powstałe pod wpływem symbolizmu. Został rozstrzelany za rzekomy udział w spisku antybolszewickim.